# Sicard Ier de Lautrec
Pour les articles homonymes, voir Sicard de Lautrec.
Sicard Ier de Lautrec (910 - 972) est le membre-souche de la famille de Lautrec et le fondateur de la vicomté de Lautrec, et de par là le premier des vicomtes de Lautrec de 940 à 972.
Sicard de Lautrec est le fils présumé de Bernard, vicarius d'Alzonne, et ainsi le frère présumé du vicomte d'Ambialet, Aton Ier, membre souche de la puissante famille Trencavel. C'est par lui que la famille de Lautrec et le famille Trencavel aurait une origine commune. Son père lui aurait fait don d'un territoire entre situé entre les rivières Dadou et Agout, domaine qui prit le nom de vicomté de Lautrec d'après le principal château de la région.
De sa femme Rangarde nait Isarn Ier de Lautrec, son successeur en tant que vicomte, mais aussi Frotaire Ier de Lautrec, évêque de Cahors de 961 à 968.